# Luberydsmossen
Luberydsmossen är ett naturreservat i Ljungby kommun i Kronobergs län.
Reservatet omfattar 290 hektar och är skyddat sedan 2007. Det ligger sydväst om småorten Skeen och består av våtmark. Det rör sig om tre skilda mossar med omgivande skogar. Reservatet begränsas i öster av Torpaån.

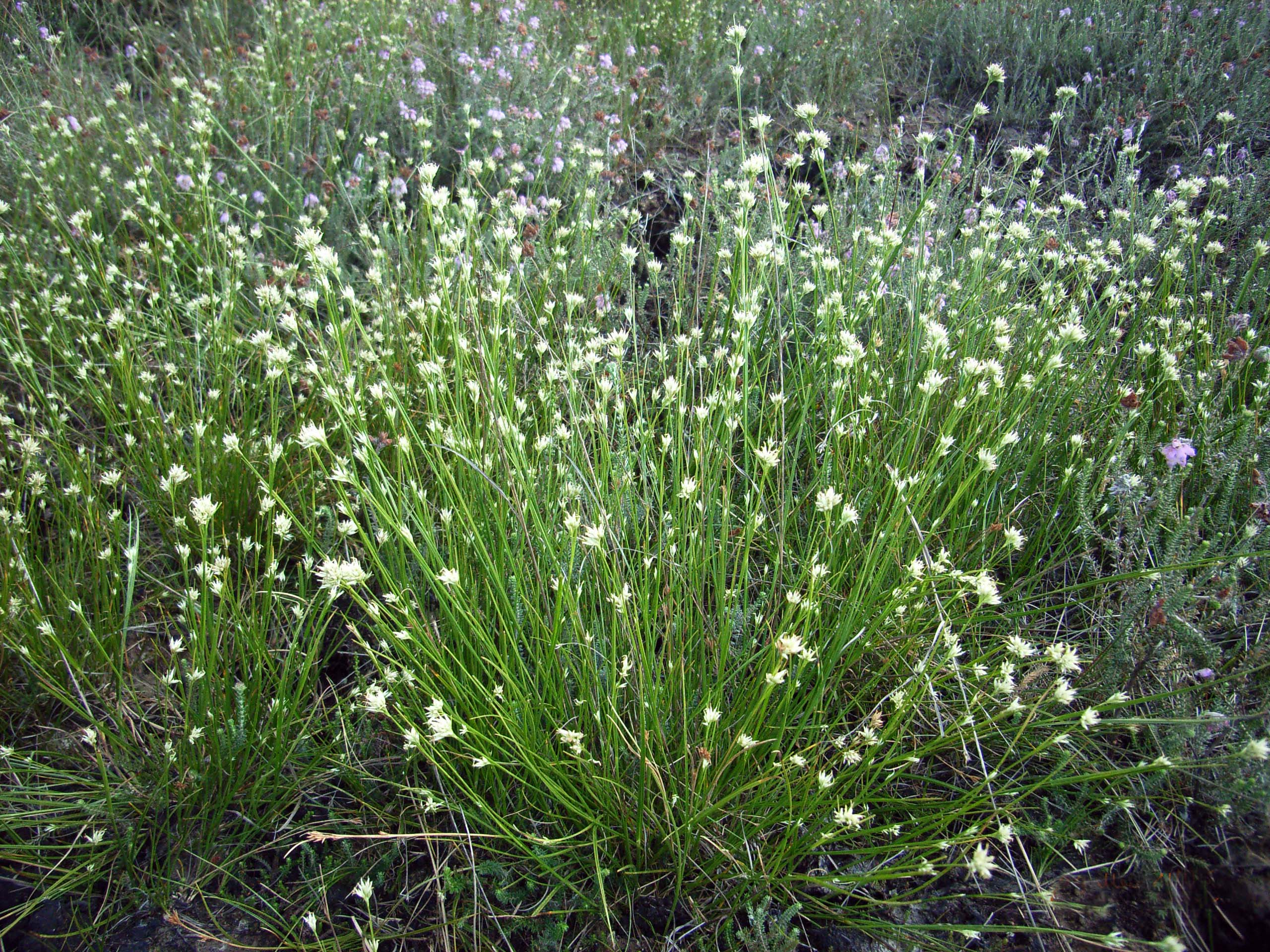
Vitag

Inom området finns myrmark, fastmarksöar, skog och sumpskogar. Det växer björk, ek, bok och asp. Dessutom alar på socklar. I våtmarkerna växer vitmossor, ljung och tranbär liksom myrlilja och vitag. 
I norr, vid byn Hallarp, finns trädbevuxen hagmark och område med ädellövskog. Där finns även gott om äldre grova ädellövträd och därmed förutsättningar för att flera hysa lav- och mossarter.
Inom området finns besöksmålet Sagobygden med Ivars kyrka, ett kluvet mycket stort stenblock.